# Fäbodtjärnen (Fredrika socken, Lappland)
Fäbodtjärnen är en sjö i Åsele kommun i Lappland och ingår i Gideälvens huvudavrinningsområde.